# Aglossosia fusca
Aglossosia fusca är en fjärilsart som beskrevs av Emilio Berio 1939. Aglossosia fusca ingår i släktet Aglossosia och familjen björnspinnare. Inga underarter finns listade i Catalogue of Life.